# Beyond My Control
Beyond my control è un singolo della cantante francese Mylène Farmer, pubblicato il 13 aprile 1992 come quarto estratto dall'album  L'Autre....

## Descrizione
Il singolo uscirà alla vigilia delle riprese del primo film di Laurent Boutonnat Giorgino. Proprio per questo motivo il budget per il videoclip del singolo sarà molto ristretto rispetto ai precedenti: nel video possiamo vedere una Mylène tradita dal proprio amante che in seguito sarà messa al rogo per aver ferito proprio quest'ultimo. A causa del troppo sangue e delle scene di sesso esplicite tra l'uomo e l'amante il video verrà censurato. La censura non ostacolerà comunque le vendite del singolo, che arriveranno a 200 000 copie. Il singolo arriverà all'3ª posizione della chart single francese e sarà certificato disco d'argento.

## Cover
- Orion 8 (1995)
- The Nightmare About Claudie (2003)